# Bracken's World
Bracken's World  è una serie televisiva statunitense in 41 episodi trasmessi per la prima volta nel corso di 2 stagioni dal 1969 al 1970.

## Trama
La serie è incentrata sui rapporti tra gli impiegati dei Century Studios di Hollywood. Sylvia Caldwell è la segretaria di John Bracken, il direttore, il quale non si vede mai nel corso della serie ma si ascolta solo la voce al telefono.

## Cast
- Laura Deane (41 episodi, 1969-1970), interpretata da Elizabeth Allen.
- Kevin Grant (41 episodi, 1969-1970), interpretato da Peter Haskell.
- Diane Waring (41 episodi, 1969-1970), interpretata da Laraine Stephens.
- Rachel Holt (41 episodi, 1969-1970), interpretata da Karen Jensen.
- Paulette Douglas (41 episodi, 1969-1970), interpretata da Linda Harrison.
- Davey Evans (26 episodi, 1969-1970), interpretato da Dennis Cole.
- Marjorie Grant (26 episodi, 1969-1970), interpretata da Madlyn Rhue.
- John Bracken (26 episodi, 1969-1970), interpretato da Warren Stevens.
- Sylvia Caldwell (16 episodi, 1969-1970), interpretata da Eleanor Parker.
- John Bracken (15 episodi, 1970), interpretato da Leslie Nielsen.
- Grace Douglas (15 episodi, 1969-1970), interpretata da	Jeanne Cooper.
- Mark Grant (15 episodi, 1970), interpretato da	Gary Dubin.
- Anne Frazer (10 episodi, 1970), interpretata da Bettye Ackerman.
- Artie Halpern (7 episodi, 1969-1970), interpretato da Warren Berlinger
- Gabe (3 episodi, 1969-1970), interpretato da Judson Pratt.
- Dave Rawson (3 episodi, 1969-1970), interpretato da Tom Selleck.
- Sally (3 episodi, 1969-1970), interpretata da Marie Windsor.

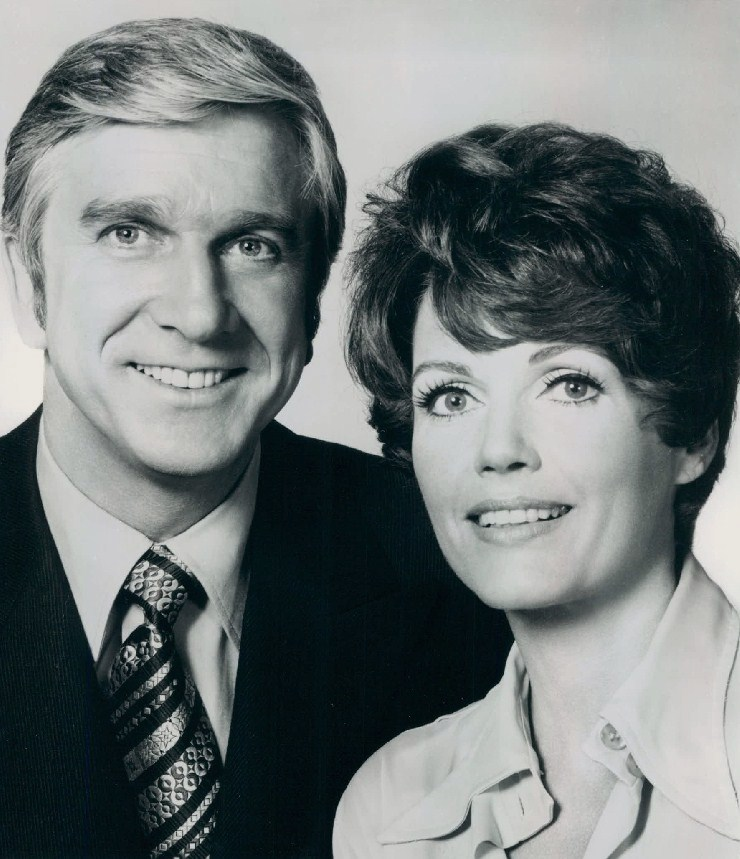
Leslie Nielsen ed Elizabeth Allen interpretano rispettivamente John Bracken e Laura Deane
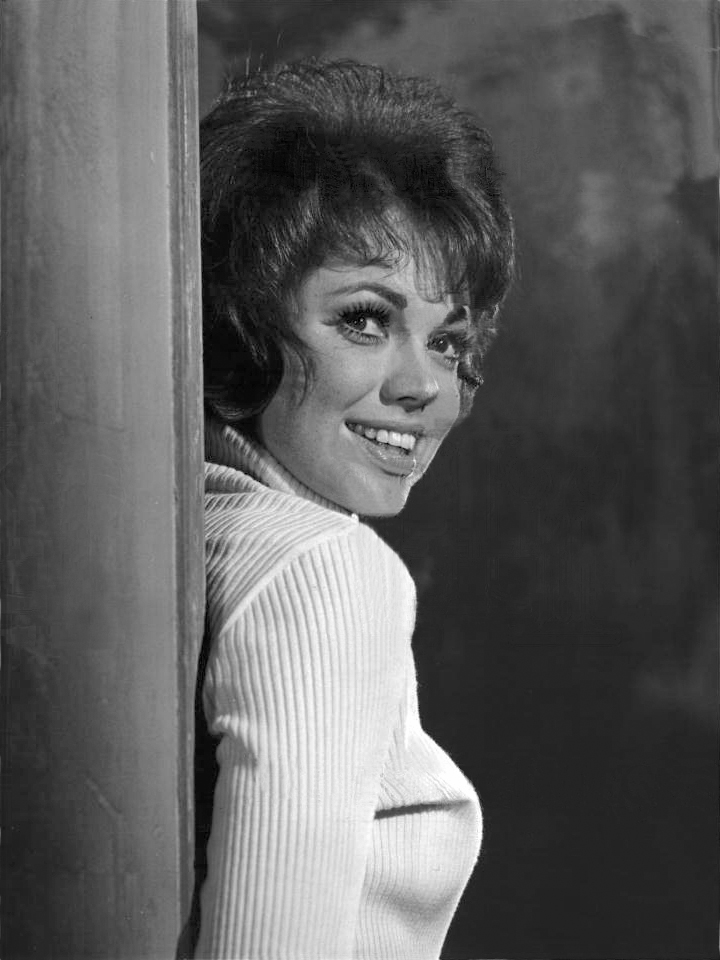
Jo Ann Pflug interpreta Angie
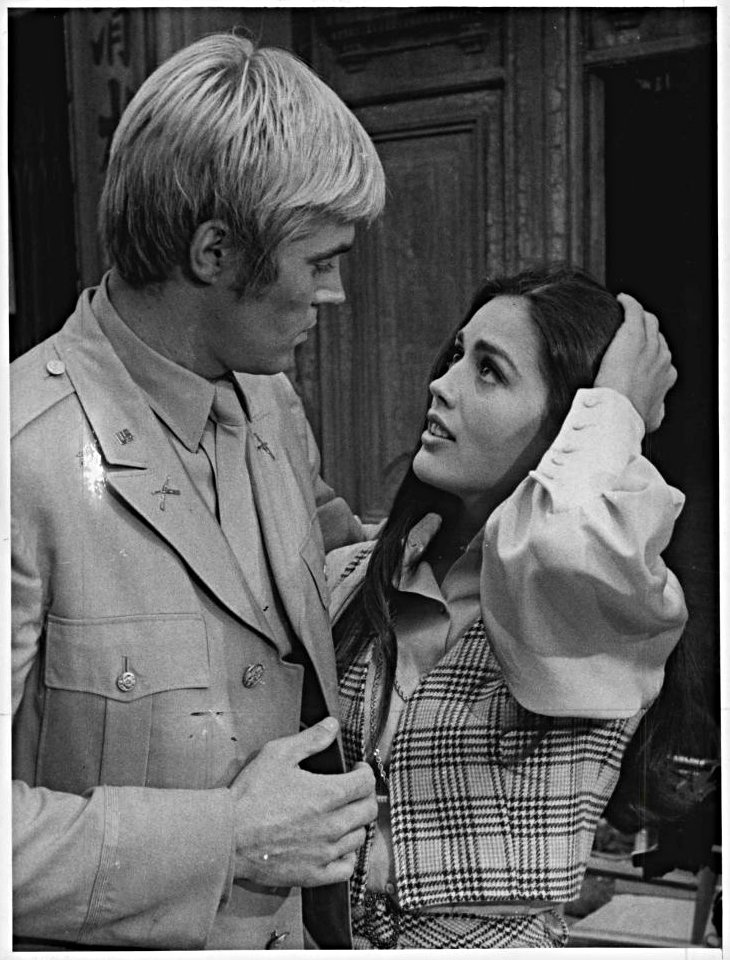
Dennis Cole e Linda Harrison interpretano rispettivamente Davey Evans e Paulette Douglas

## Produzione
La serie fu prodotta da 20th Century Fox Television e girata negli studios della 20th Century Fox nella Century City a Los Angeles in California.
Bracken's World fu annullata a metà della seconda stagione a causa del basso indice di rating. Il montatore Bill Mosher vinse un premio Emmy per l'episodio Sweet Smell of Failure.

### Registi
Tra i registi della serie sono accreditati:
- Herschel Daugherty (5 episodi, 1969-1970)
- Charles S. Dubin (5 episodi, 1969-1970)
- Paul Henreid (5 episodi, 1969-1970)
- Robert Day (3 episodi, 1969-1970)
- Allen Reisner (3 episodi, 1969-1970)
- Lee Philips (2 episodi, 1969-1970)
- Nicholas Webster (2 episodi, 1969-1970)

## Distribuzione
La serie fu trasmessa negli Stati Uniti dal 1969 al 1970 sulla rete televisiva NBC.

## Episodi
| Stagione         | Episodi | Prima TV USA | Prima TV Italia |
| ---------------- | ------- | ------------ | --------------- |
| Prima stagione   | 26      | 1969-1970    |                 |
| Seconda stagione | 15      | 1970         |                 |